# Jane Irwin Harrison

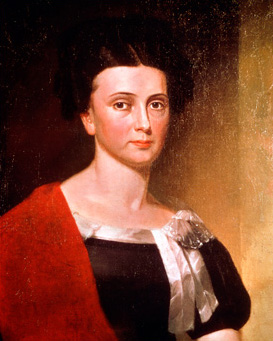
Jane Irwin Harrison

Jane Findlay Harrison (geb. Irwin, * 23. Juli 1804 in Mercersburg, Pennsylvania; † 11. Mai 1845) war während der einmonatigen Amtszeit des US-Präsidenten William H. Harrison mit den Aufgaben der First Lady der Vereinigten Staaten betraut. Sie war die Witwe von William H. Harrison jr., seinem Sohn.
Die Frau des Präsidenten, Anna Harrison, war sehr krank und konnte ihn nicht nach Washington begleiten, so musste Jane einige öffentliche Aufgaben für sie übernehmen. Aufgrund einer schweren Krankheit konnte sie während seiner kurzen Amtszeit nie den Weg nach Washington antreten und war somit die einzige amtierende First Lady, die das Weiße Haus nie betreten hat.
Sie war nicht nur die Schwiegertochter von Präsident Harrison, sondern auch die Tante mütterlicherseits und die angeheiratete Tante väterlicherseits von Präsident Benjamin Harrison.

## Frühe Lebensjahre
Jane Irwin wurde am 23. Juli 1804 im Kalksteinhaus ihrer Familie in Mercersburg, Pennsylvania geboren. Sie war eine Enkelin von James Ramsey, dem Besitzer der Millmont Farm in Montgomery Township, Franklin County, Pennsylvania. Ihr Vater war Archibald Irwin Jr., ein Müller, und ihre Mutter war Mary „Polly“ Ramsey Irwin, die Tochter eines Müllers. Aus dieser ersten Ehe entstanden vier Kinder.
Ihr Vater heiratete kurz nach Marys Tod im Jahr 1813 Sidney Grubb. Aus dieser Ehe bekam Jane sieben Halbgeschwister.
Als Irwin und ihre Schwester ihre Tante in North Bend, Ohio besuchten, lernten sie die Familie Harrison kennen. Irwin heiratete William Henry Harrison Jr. am 18. Februar 1824. Jane Harrison hatte zwei Söhne: James Findlay und William Henry Harrison III. Die Ehe war schwierig, da ihr Mann an Alkoholismus und schwerer Spielsucht litt.

## Gastgeberin des Weißen Hauses
Als William Henry Harrison im Jahr 1840 zum Präsidenten der Vereinigten Staaten gewählt wurde, reiste Anna Harrison nicht nach Washington, D.C., sondern wartete, bis das Wetter angesichts ihres schlechten Gesundheitszustands reisefreundlicher war. William Henry Harrison ernannte an ihrer Stelle Jane Harrison zur Gastgeberin des Weißen Hauses, der traditionellen Rolle der First Lady der Vereinigten Staaten. Sie reiste mit dem gewählten Präsidenten nach Washington. Sie wurden von ihrer Tante väterlicherseits, Jane Findlay, begleitet. Jane Harrison hatte ihre Tante gebeten, sie als Gesellschaftsberaterin zu begleiten, da Findlay zuvor als Frau eines Kongressabgeordneten in Washington, D.C. gelebt hatte.
Ursprünglich wollten die Harrisons, dass Anna im folgenden Frühjahr als First Lady nach Washington kommt, und Jane dann wahrscheinlich auf die Rolle einer Hilfshostess zurückgestuft wird. Dazu kam es jedoch nie, da Harrisons Amtszeit als amtierende First Lady abrupt mit dem Tod von Präsident Harrison endete, nur dreißig Tage nach seiner Amtseinführung. Aufgrund der kurzen Amtszeit ihres Schwiegervaters als Präsident war sie nur Gastgeberin von zwei gesellschaftlichen Veranstaltungen.

## Tod und Vermächtnis
Nach ihrer Rückkehr nach North Bend heiratete Harrison im Jahr 1842 den Witwer Lewis Whiteman. Sie starb einige Jahre später an Tuberkulose Laut ihrem Grabstein starb sie am 11. Mai 1847.
In dieser Zeit der amerikanischen Geschichte war es üblich, dass jüngere Frauen als Ersatz-First Ladys fungierten, und Harrison war eine von vielen Frauen, die anstelle der Frau des Präsidenten als Hostess im Weißen Haus dienten. Carl Sferrazza Anthony beschrieb Harrison als die am wenigsten einflussreiche aller amtierenden US-First Ladys und verwies auf die kurze Dauer ihrer Amtszeit. Viele Einzelheiten ihrer Amtszeit sind verloren gegangen, da sie keine schriftlichen Aufzeichnungen ihrer Erfahrungen als First Lady hinterlassen hat.
Ihre Tante, Jane Findlay, wurde manchmal fälschlicherweise als amtierende First Lady angegeben, da sie Jane Irwin Harrison im Weißen Haus assistiert hatte.

## Geschwister

### Mutter: Mary "Polly" Ramsey Irwin
- James R. Irwin (*1 Dez 1800 in Mercersburg, Pennsylvania; † 10 Jan 1847 in Ciudad de México, Mexico)[21][22]
- Archibald Irwin (*22 Mai 1807 in Mercersburg, Pennsylvania; † 8 Sept 1852 in Cincinnati, Ohio)[23]
- Elizabeth Ramsey Irwin Harrison (*18 Juli 1810 in Mercersburg, Pennsylvania; † 15 Aug 1850 in North Bend, Ohio)[24]  ⚭ John Scott Harrison (*4 Okt 1804 in Vincennes, Indiana; † 25 Mai 1878 in North Bend, Ohio)[25] (Eltern des Präsidenten Benjamin Harrison)

### Mutter: Sidney Grubb
- Joseph Grubb Irwin (*17 Okt 1814 in Mercersburg; † 24 Jan 1834 Cincinnati, Ohio)[26]
- William Findlay Irwin (*18 Juli 1817 in Mercersburg; † 27 Dez 1899 in Cincinnati, Ohio)[27]  ⚭ Harriet Whiteman Irwin (*4 Apr 1825 in Cincinnati; † 15 Apr 1886 ebenda)[28]
- Mary Jane Irwin (*16 Okt 1819 in Mercersburg; † 21 Dez 1838 ebenda)[29]
- Nancy Isabella Irwin Huston (*9 Apr 1822; † 12 Feb 1845)[30]  ⚭ Cephas Beal Huston
- Louisa J Irwin Maclay (*15 Juli 1824; † 14 Dez 1917)[31]  ⚭ (1846) Charles Benjamin Maclay Sr. (*1824; † 1890)[32]
- Sarah Ellen Irwin Newcomer (*1828; † 1919)[33]  ⚭ (9 Nov 1852) Frisby S. Newcomer (*10 Dez 1828 in Hagerstown, Maryland; 13 Sept 1889 Lake Bluff, Illinois)[34]
- Sidney J Irwin Grubb (*20 Feb 1833; † 13 Jan 1865)[35]  ⚭ John Grubb (*10 Jan 1828 in Mercersburg, Pennsylvania; † 3 Apr 1905 in Corryville, Ohio)[36]